# Пол Грінграсс
Пол Грінграсс (англ. Paul Greengrass; нар.13 серпня 1955) — англійський режисер і сценарист. Спеціалізується на екранних адаптаціях реальних подій. Його особливим почерком вважається використання ручних камер. Один з його перших фільмів «Кривава неділя» виграв Золотого ведмедя на 52-му Берлінському міжнародному кінофестивалі. Найпопулярнішою його роботою є другий та третій фільми із серії шпигунських трилерів про Джейсона Борна.

## Біографія
Пол Грінграсс народився 13 серпня 1955 року в Чімі, графство Суррей, Англія. Його мати була вчителькою, а батько моряком. Його брат — відомий англійський історик Марк Грінграсс. Грінграсс здобув освіту у Весткортській початковій школі, середній школі Грейвзенда і приватній школі Севенокса, а також у Куінс-коледжі Кембриджського університету. У жовтні 2012 року він отримав почесний ступінь від Кінгстонського університету за «видатний внесок в справу телебачення і кіно».

### Журналістика
Спочатку він працював режисером програми «Світ у русі» телеканалу ITV. У той самий час він разом із Пітером Райтом (колишній помічник директора MI5) пише сумнозвісну книгу «SpyCatcher», в якій викривається секретна інформація, яку британський уряд невдало намагався замовчати.

## Фільмографія
| Рік  | Назва українською           | Оригінальна назва              | Режисер | Сценарист | Продюсер | Примітки |
| ---- | --------------------------- | ------------------------------ | ------- | --------- | -------- | --- |
| 1989 | «Воскреслий»                | Resurrected                    | Так     |           |          | |
| 1994 | «Відкрити вогонь»           | Open Fire                      | Так     | Так       |          | Телебачення |
| 1996 | «Один із тих, що пішли»     | The One That Got Away          | Так     | Так       |          | Телебачення |
| 1997 |                             | The Fix                        | Так     | Так       |          | Телебачення |
| 1998 | «Теорія польоту»            | The Theory of Flight           | Так     |           |          | |
| 1999 | «Вбивство Стівена Лоуренса» | The Murder of Stephen Lawrence | Так     | Так       |          | Телебачення |
| 2002 | «Кривава неділя»            | Bloody Sunday                  | Так     | Так       |          | |
| 2004 | «Перевага Борна»            | The Bourne Supremacy           | Так     |           |          | |
| 2006 | «Загублений рейс»           | United 93                      | Так     | Так       | Так      | - Премія БАФТА за найкращу режисерську роботу Номінації: - Премія «Оскар» за найкращу режисерську роботу - Премія імені Олександра Корди за видатний британський фільм року - Премія «Вибір критиків» за найкращу режисерську роботу |
| 2007 | «Ультиматум Борна»          | The Bourne Ultimatum           | Так     |           |          | - Номінація — Премія БАФТА за найкращу режисерську роботу - Номінація — Премія імені Олександра Корди за видатний британський фільм року |
| 2010 | «Зелена зона»               | Green Zone                     | Так     |           | Так      | |
| 2013 | «Капітан Філліпс»           | Captain Phillips               | Так     |           |          | - 19-а премія журналу Empire Номінації: - Премія «Оскар» за найкращий фільм - Премія «Оскар» за найкращий адаптований сценарій - Премія БАФТА за найкращу режисерську роботу - Премія Гільдії режисерів Америки - Премія Австралійської Академії кіно- та телемистецтв за найкращу режисерську роботу - Премія «Вибір критиків» за найкращу режисерську роботу - Премія «Золотий глобус» за найкращу режисерську роботу |
| 2016 | «Джейсон Борн»              | Jason Bourne                   | Так     | Так       | Так      | |
| 2018 | «22 липня»                  | 22 July                        | Так     | Так       | Так      | Номінація — «Золотий лев» 75-го Венеційського МКФ |
| 2020 | «Новини світу»              | News of the World              | Так     | Так       | Ні       | |